# 弗兰肯马克特
弗兰肯马克特是奥地利上奥地利州弗克拉布鲁克县的一个市镇。总面积18平方公里，总人口3581人，人口密度198.9人/平方公里（2005年）。